# 西斯都桥

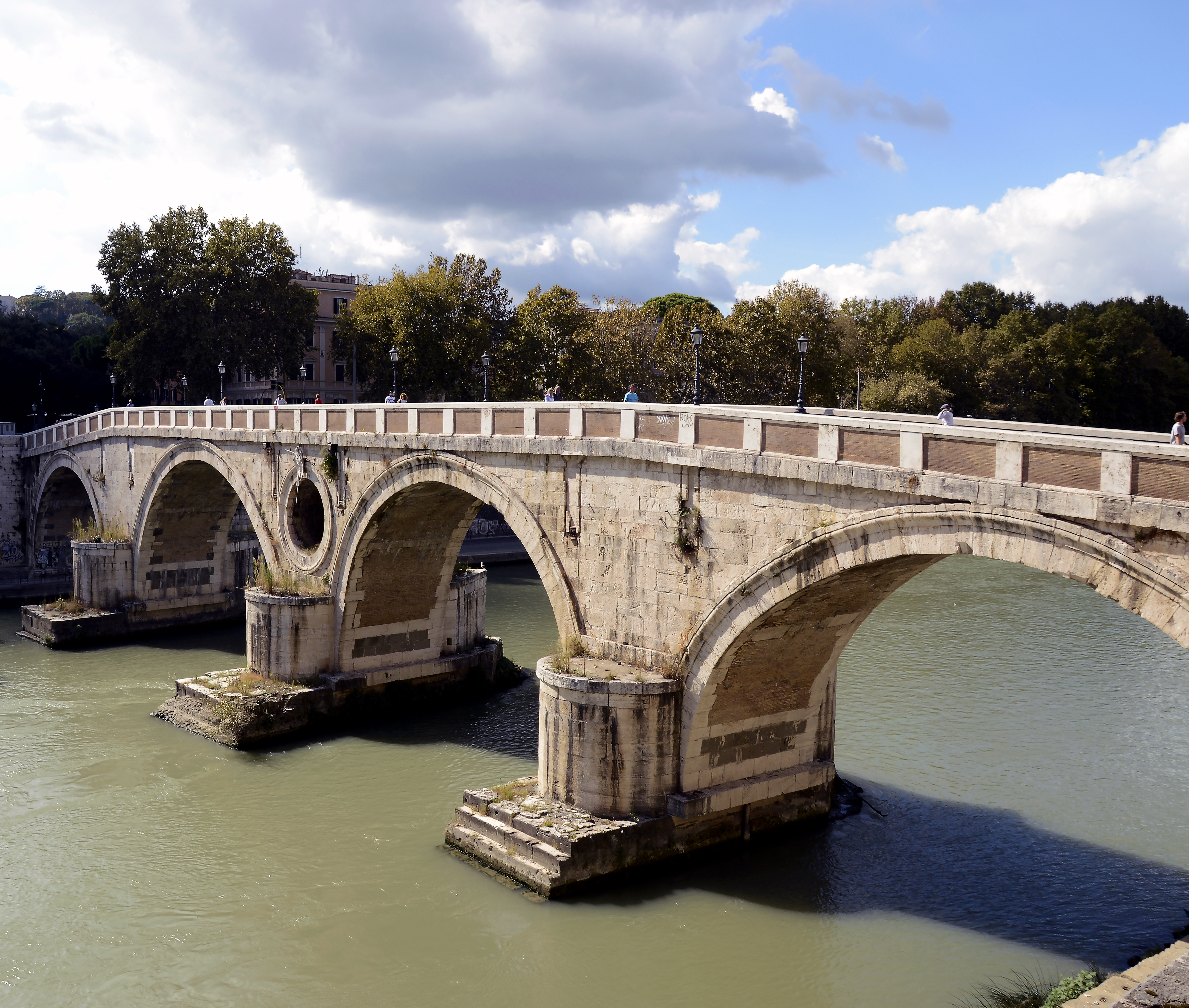

西斯都桥（Ponte Sisto）是罗马历史中心的一座桥梁，跨越台伯河，连接雷戈拉区的佩蒂纳里街与特拉斯提弗列区的Trilussa广场。目前的桥梁建于1473-1479年，由教宗西斯都四世（1471年至1484年）委托修建，并以他命名。建筑师巴克西奥·庞泰利利用了已毁于中世纪早期的先前古罗马桥梁奥勒留桥的基础。目前桥上只限行人步行。

## 古罗马奥勒留桥

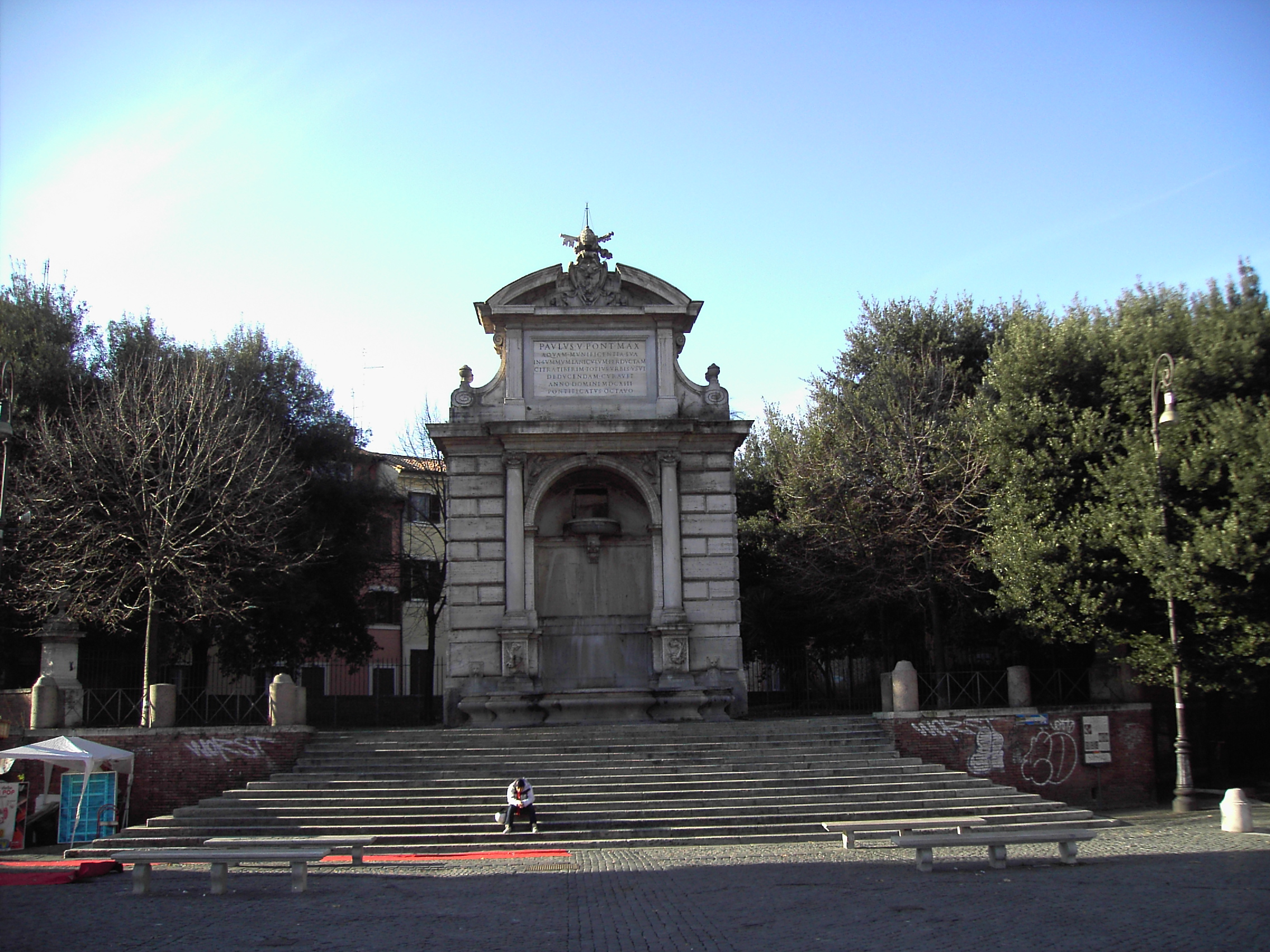

西斯都桥的前身奥勒留桥，最早在4-5世纪见于记载，后来在中世纪被称为“安东尼桥”（Pons Antoninus）。安东尼桥在772年伦巴第国王狄西德里乌斯攻打罗马时部分被毁，教宗西斯都四世重建该桥后改为现名。

## 文艺复兴西斯都桥

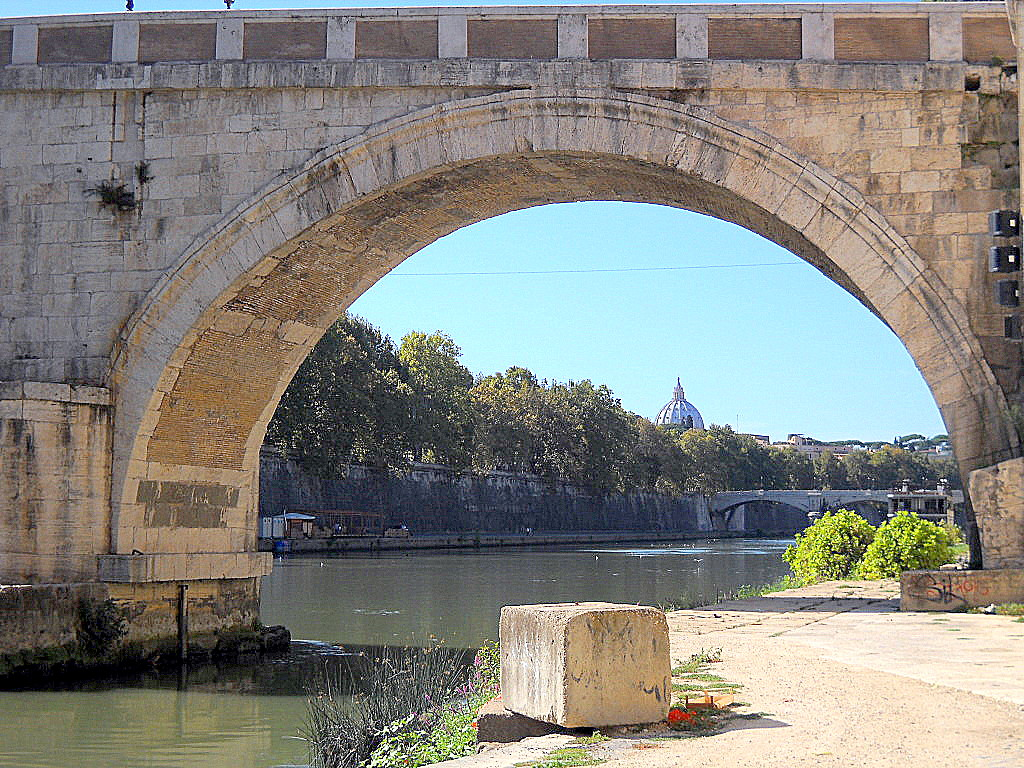

## 巴洛克和现代

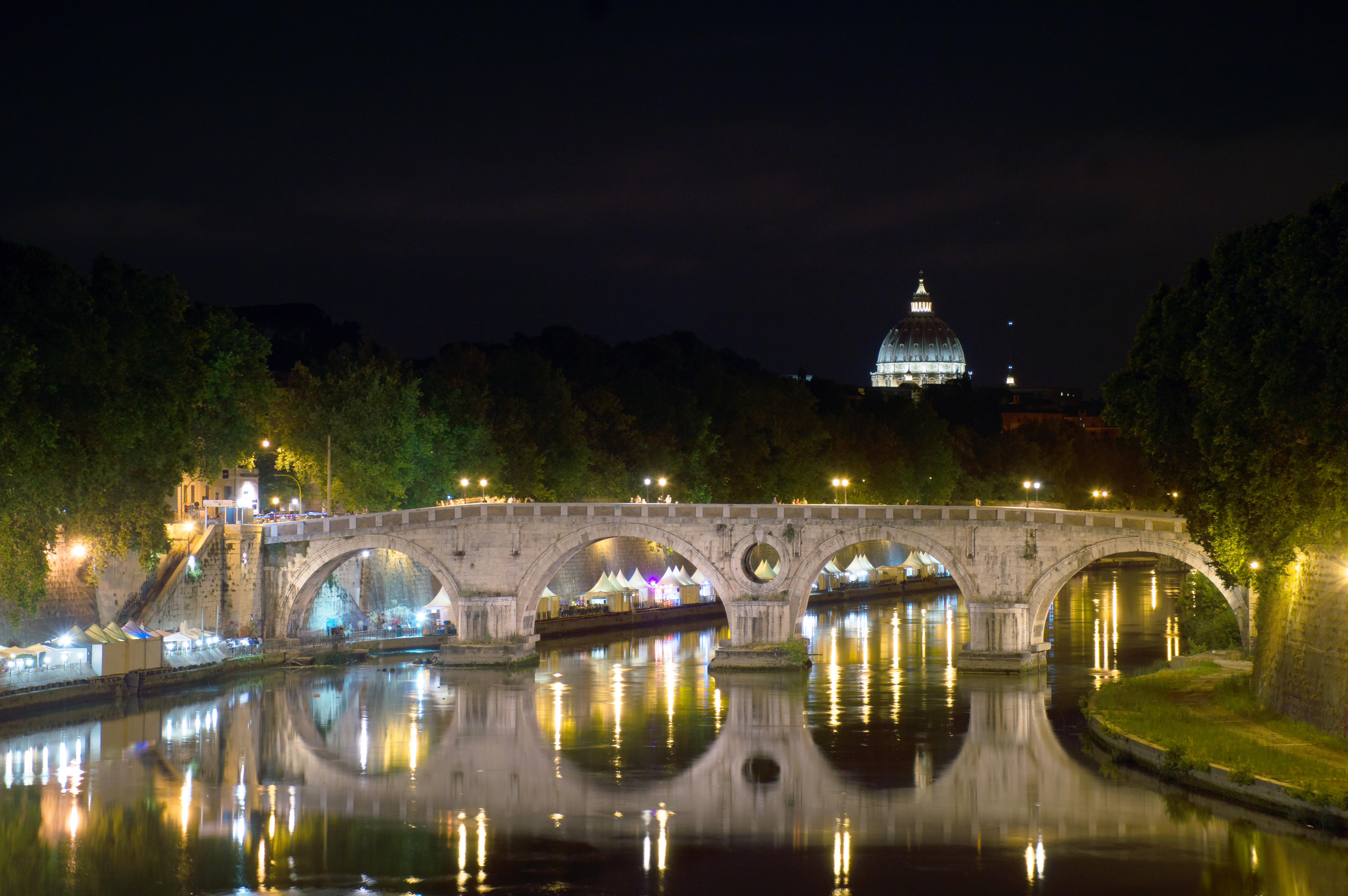

1662年8月20日，一些守桥的科西嘉卫兵和法国大使的随行人员之间发生斗殴事件，此后解散了来自科西嘉岛的雇佣兵团。
西斯都桥东侧为繁华的商业区鲜花广场地区、朱利亚街，在星期五晚上，许多年轻的罗马人和游客聚集在此。
41°53′32.4″N 12°28′14.7″E / 41.892333°N 12.470750°E